# Gorlaprecotto

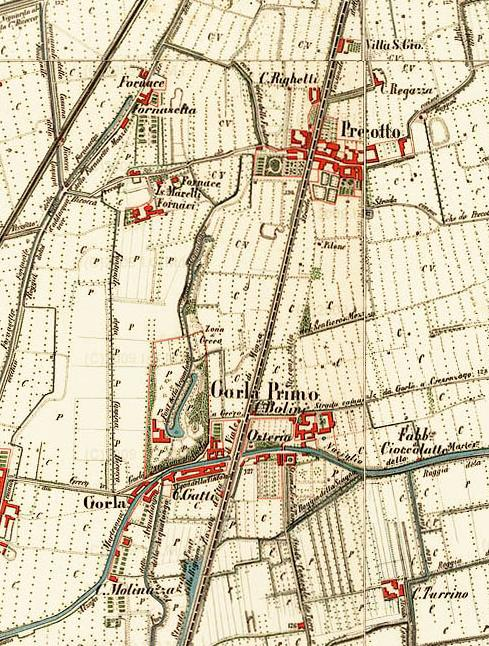
Die Dörfer Gorla und Precotto aus einer Landkarte von 1878

Gorlaprecotto war eine kurzlebige italienische Gemeinde, die zwischen 1920 und 1923 in der Provinz Mailand existierte.
Sie entstand 1920 aus der Fusion der Gemeinden Gorla Primo und Precotto und zählte beim Zensus von 1921 6210 Einwohner.
Ziel der Fusion war die Bildung einer leistungsfähigeren Verwaltung, um die geplante Eingemeindung in die Großstadt Mailand zu vermeiden.
Dennoch wurde Gorlaprecotto im Jahr 1923, gegen alle Widerstände gegen die Bildung eines Grande Milano („Groß-Mailand“), von der neugewählten faschistischen Regierung Mussolinis mit zehn weiteren Gemeinden nach Mailand eingemeindet.